# Garganta del Aar
La garganta del Aar (en alemán: Aareschlucht) es un desfiladero del río Aar compuesto de piedra caliza cerca de la ciudad de Meiringen, en el oberland de Berna, en Suiza. La garganta es consecuencia indirecta de la glaciación; hace unos 10 000 años, cuando la Edad de Hielo estaba llegando a su fin, la desaparición de los glaciares produjo unas aguas torrenciales que crearon la garganta a través de la piedra caliza. A pesar de que apenas tiene unos dos kilómetros de longitud, el desfiladero llega hasta 50 metros de altura a ambos lados, así como alberga una anchura de entre 30 metros hasta tan solo un metro en su zona más estrecha.
La garganta es un destino turístico popular, ya que muchos visitantes llegan por las cercanas cataratas de Reichenbach, donde Arthur Conan Doyle escribió que Sherlock Holmes fue asesinado por el profesor Moriarty.
En 1887 se concedieron permisos para construir pasarelas a lo largo de la garganta, siendo el sendero abierto al público desde 1889. Entre 1912 y 1956 el tranvía unía la entrada occidental de la garganta con Meiringen y las cascadas; desde 1946 se construyó la línea hacia Innertkirchen. El restaurante y el quiosco de la entrada occidental se construyeron en 1928 y se reconstruyó en 1987. En 2003 se construyó una estación ferroviaria que sirviera a la entrada oriental, así como un puente levadizo para conectar la estación y la entrada al sendero; en 2008 se añadieron un restaurante y un quiosco a esta entrada oriental.
Se puede acceder al sendero tanto desde la entrada occidental como oriental, donde se abona el ticket. La mayoría del camino está construido sobre unas pasarelas de madera y por túneles en el interior de la piedra. Las entradas están conectadas a través de la línea Meiringen-Innertkirchen.